# The Music Man
The Music Man – musical z muzyką i tekstem Mereditha Willsona, na podstawie opowiadania Mereditha Willsona i Franklina Laceya. Prapremiera miała miejsce w Nowym Jorku 19 grudnia 1957 roku. Premiera polska odbyła się 14 października 1972 r. w Operetce Warszawskiej.